# Temnosternopsis subtruncatus
Temnosternopsis subtruncatus là một loài bọ cánh cứng trong họ Cerambycidae.